# Brian Fortune
Brian Fortune (Dublino, 15 novembre 1965) è un attore irlandese.

## Carriera
Fortune ha iniziato la sua carriera recitativa intorno ai trent'anni e ha esordito al cinema nel 2005 in un piccolo ruolo nel film Hill 16, diretto da Dermot Doyle. Da allora ha preso parte a numerosi produzioni cinematografiche irlandesi, perlopiù di genere horror, in ruoli minori, secondari o da comprimario. Ha collaborato più volte con il regista irlandese Eoin Macken.
Dal 2011 al 2016 ha interpretato il personaggio ricorrente di Othell Yarwyck, primo costruttore dei Guardiani della notte, nella serie televisiva HBO Il Trono di Spade (Game of Thrones).

## Filmografia

### Cinema
- Hill 16, regia di Dermot Doyle (2005)
- Christian Blake, regia di Eoin Macken (2008)
- Savage, regia di Brendan Muldowney (2009)
- Shackled, regia di Dave McCabe (2010)
- Opus K, regia di Eamonn Gray (2011)
- Tree Keeper, regia di Patrick O'Shea (2011)
- Derelict, regia di Frank W. Kelly (2012)
- The Inside, regia di Eoin Macken (2012)
- Wrath of the Crows, regia di Ivan Zuccon (2013)
- Cold, regia di Eoin Macken (2013)
- How to Be Happy, regia di Michael Rob Costine, Mark Gaster e Brian O'Neill (2013)
- An Irish Exorcism, regia di Eric Courtney (2013)
- Jack and Ralph Plan a Murder, regia di Jeff Doyle (2014)
- A Nightingale Falling, regia di Garret Daly e Martina McGlynn (2014)
- A Day Like Today, regia di Gerard Walsh (2014)
- Spider's Trap, regia di Alan Walsh (2015)
- The Last Show, regia di Rita Marie Lawlor (2015)
- Model Hunger, regia di Debbie Rochon (2016)
- Il segreto (The Secret Scripture), regia di Jim Sheridan (2016)
- Soulsmith, regia di Kevin Henry (2017)
- Red Room, regia di Stephen Gaffney (2017)
- Il professore e il pazzo (The Professor and the Madman), regia di Farhad Safinia (2019)
- The Gates, regia di Stephen Hall (2023)

### Televisione
- Marú – serie TV, 1 episodio (2009)
- 1916 Seachtar na Cásca – serie TV, 1 episodio (2010)
- Il Trono di Spade (Game of Thrones) – serie TV, 14 episodi (2011-2016)
- Cuckoo – serie TV (2012)
- Life of Crime – miniserie TV, 1 episodio (2013)
- Vikings – serie TV, 1 episodio (2015)
- The Vanishing Triangle – serie TV, 1 episodio (2023)